# Conor McLaughlin
Conor Gerard McLaughlin (Belfast, Irlanda del Norte, 26 de julio de 1991), más conocido como Conor McLaughlin, es un exfutbolista norirlandés que jugaba de defensa.

## Selección nacional
Fue internacional con la selección de fútbol de Irlanda del Norte; donde jugó partidos internacionales y anotó solo un gol por dicho seleccionado. Incluso participó con las selecciones menores de su país, donde también jugó 22 partidos y anotó también un gol. Debutó en la selección absoluta de su país en el partido ante su similar de Polonia en la Eurocopa de Francia 2016.

## Clubes
| Club                           | País       | Año       | Partidos | Goles |
| ------------------------------ | ---------- | --------- | -------- | ----- |
| Preston North End F. C.        | Inglaterra | 2008-2012 | 28       | 0     |
| Shrewsbury Town F. C. (cedido) | Inglaterra | 2012      | 4        | 0     |
| Fleetwood Town F. C.           | Inglaterra | 2012-2017 | 200      | 8     |
| Millwall F. C.                 | Inglaterra | 2017-2019 | 37       | 1     |
| Sunderland A. F. C.            | Inglaterra | 2019-2021 | 50       | 0     |
| Fleetwood Town F. C.           | Inglaterra | 2021-2022 | 12       | 0     |

## Palmarés

### Títulos nacionales
| Título     | Club                | País       | Año  |
| ---------- | ------------------- | ---------- | ---- |
| EFL Trophy | Sunderland A. F. C. | Inglaterra | 2021 |